# 瓊安·庫薩克
瓊安·庫薩克（英語：Joan Cusack，/ˈkjuːsæk/，1962年10月11日—）是一位美國女演員。曾贏得黃金時段艾美獎和安妮獎，並提名過金球獎。她最知名的是在「玩具總動員系列電影」中為翠絲配音，其他知名作品如《新郎向後跑》（1997年）、《無懈可擊（電影）》（1999年）、《戰爭製造公司》（2008年）、《姊姊的守護者》（2009年）和《流行巨星：永不停歇》（2016年）。
弟弟約翰·庫薩克和姊姊安·庫薩克也都是演員。

## 外部連結
- 瓊安·庫薩克在互联网电影资料库（IMDb）上的資料（英文）
- 互联网外百老汇数据库（IOBDB）上瓊安·庫薩克的資料（英文）
- Sac Ticket: Joan Cusack